# Пломба (печат)
Пломба-печат, (лат. plumbum , фр. plomb), оловни печат или знак на пакетима, вратима, списима, сандуцима, вагонима, просторијама забрањеног приступа, предметима којима је забрањена употреба. Комад метала, обично олова, којим се спајају крајеви врпце, канапа, жице или сајле који омотавају или затварају преграде забрањених простора и предмета.

## Функција пломбе
Главна функција пломбе јесте визуелна - видљива - транспарентна заштита забрављеног или забрањеног мјеста од нежељеног и незаконитог приступа. Врата, списи или други забрањени предмети и објекти се везјују врцом чији се крајеви спајају заливањем оловом или неким другим металом (пломба), тако да је свако неовлашћено, незаконито и насилно скидање лако видљиво. Свако елиминисање пломбе је видљиво на први поглед и упозорава да је забрана прекршена.

## Историја пломби
Пломбе су коришћене за идентификацију и заштиту имовине у Месопотамији, античкој Грчкој и Римском царству. Прве пломбе су коришћене за заштиту приступа робама и документима .

## Употреба пломбе
Пломбе се употребљавају складно постојећим прописима у жељезничком саобраћају, прописима о мјерним инструментима (бројила потрошње електеричне енергије, гаса, воде), инструментима чија примјена подлијеже строгим провјерама тачности, заштити приступа уређајима у гарантном року итд.